# Tlalpan
Tlalpan is de grootste van de zestien gemeentes in Mexico-Stad. Tlalpan heeft 677.104 inwoners (2015).
Tlalpan is een relatief landelijke gemeente; 80% van de oppervlakte wordt ingenomen door bossen en landbouwgrond. Binnen de gemeente bevinden zich de vulkanen Ajusco en Xitle.
In Tlalpan zijn de oudste sporen van beschaving in het Dal van Mexico. De prehistorische stad Cuicuilco bevond zich hier in de tweede helft van het laatste millennium voor Christus. Cuicuilco bereikte een omvang van zo'n 20.000 inwoners tot het door een uitbarsting van de Xitle bedolven werd.
Het prestigieuze Colegio de México bevindt zich in Tlalpan, evenals een campus van de Technologische Universiteit van Monterrey.